# 太原戰役
太原戰役，是第二次国共内战后期的一场大型战役，战役发生于中華民國山西省太原。1948年10月，中國人民解放軍華北野戰軍等部在徐向前指挥下发起战役。整个战役经过六个月激烈战斗、双方共陆续投入42万余部队参战。最终中国人民解放軍于1949年4月25日攻克晋系军阀閻錫山控制的山西省会太原，基本占领了山西乃至华北全境。

## 背景
自辛亥革命后，晋系阎锡山就长期统治着山西，历经北洋政府、中原大战和抗日战争，他也是中华民国非常重要的地方军阀之一。抗日战争初期，阎锡山与共产党人薄一波等组建牺牲救国同盟会、山西新军等，使得山西境内阎锡山部与八路军组成抗日同盟。太原会战后，山西大部被侵华日军占领。1939年冬，晋西事变后，薄一波率山西新军加入八路军编制，双方势力主要以汾阳、离石为界分别控制山西南北。阎锡山为了巩固自己在山西的利益，1945年抗日战争结束前后，他和日方达成协议共同防共。国军抢先进入太原受降，并留用日本军队。另一方，中国共产党也在山西迅速扩张其晋冀鲁豫、晋察冀和晋绥军区势力范围。1945年初，阎锡山派往上党地区的晋绥军第十九军遭到刘伯承、邓小平率领的晋冀鲁豫野战军主力的围攻。上党战役使得晋绥军损失第19军，削减了阎锡山兵团总兵力的三分之一，阎锡山不得不请求中央军在山西地区的协助。
1946年内战全面爆发之始，中国共产党在部署战略计划中，即包括对太原周围防区的进攻策略。1946年，陈赓率领太岳纵队发动闻夏战役、同蒲战役、临浮战役后，中国人民解放军开始陆续占领山西南部等地区。聂荣臻和贺龙在北线进攻正太路、同蒲路、平汉路北段的战役中受到国军阻击。1946年8月，聂荣臻率晋察冀军区部队发动了大同集宁战役，因傅作义的巧妙救援，晋察冀部队的进攻以失败告终。此后的解放军在华北、陕北一度相当被动。
1947年1月18日，晋冀鲁豫野战军第四纵队会同晋绥野战军攻克孝义，守军第三十四军第四十五师一部及地方团队2,500人全部被歼:8269。阎锡山以孝义失守，是日赴平遥前线部署，调9个师及2个纵队共3万餘人分三路往援:8269。直到1947年底方才攻克石家庄，局势对解放军一方有所好转。此后，粟裕率领的华东野战军在豫东战役中攻占开封等大城市后，解放军始才陆续积累了攻坚大型城市的经验:64。
1947年6月，刘伯承、邓小平（“刘邓大军”）率晋冀鲁豫军区主力部队十二万人南渡黄河，进入大别山。随后不久，陈赓、谢富治（“陈谢兵团”）分别率一路晋冀鲁豫军区主力部队南渡黄河，进入河南西部。尚在养病中的徐向前出任晋冀鲁豫军区副总司令，率领当地五万余地方武装筹备与阎锡山的晋绥军交战。这些新扩充组建起来的部队不仅缺乏大规模的正规战经验，更缺乏对城市攻坚作战的经验，武器装备也十分落后。尽管如此，徐向前、薄一波等人仍然以少胜多，连续取得了运城战役和临汾战役等攻坚战的胜利:123，并占领山西南部门户运城、临汾。6月24日，華北野戰軍第一兵團主力在平遙、祁縣之間殲滅閻錫山軍第四十師、第七十二師殘部及地方「民衛軍」一部:8625。6月28日，太原綏靖公署副主任兼山西保安副司令及野戰軍總司令趙承綬率2個軍及1個总队之兵力由太原南援，企圖在祈縣以南地區與華北野戰軍第一兵團主力決戰，但被解放軍部隊迅速插入其側背之榆次、太谷間廣大地區，切斷後路；趙承綬向北突圍:8628。7月1日，華北野戰軍徐向前部破擊山西榆次、太谷段鐵路，並向太谷發起攻擊:8632。1948年7月下旬，徐向前以运动战方式在晋中地区重创阎锡山部，解放军以六万兵力击败了十万余人的晋绥军。晋中战役后，国共双方在山西的力量对比由此发生逆转。山西省除太原、大同外均被华北野战军攻占，不过晋绥军傅作义部依然控制着归绥至北平、天津一线。

## 备战
太原为山西省省会，自古为军事重地，其北、东、西三面环山，易守难攻，此时城内尚有六万國軍进行驻防:761。太原又是当时中国北方極為重要的工业基地，太原兵工厂是当时中国长城以南最大的兵工厂。5月，中共中央进驻西柏坡，与太原的距离不过200多公里。太原直接威胁到中共中央的安全。自日伪时期，太原周围就建有碉堡工事，是设防十分坚固的城市。閻錫山主持山西时期为了维护自身统治，实现“控制太原周边全部交通要点及瞰制地形”的战术目的，在太原城修建了大纵深的环形防御体系，并特设了“碉堡建设局”修建和加强了大量碉堡。此外，中國航空公司、中央航空运输公司和民航空运公司为太原运送物资和军队起了主要作用。自1948年起到太原被攻破，这三家航空公司从北平、天津、青岛等地向太原运送粮食和各种物资，最高达到每天250吨，60多架次。
7月15日，在晋中战役未结束时，徐向前与周士第向中央军委提议在晋中战役后即乘胜北进，围攻太原:278。7月16日中央军委、毛泽东连续起草两封致徐向前、周士第电：“太原空虚，有乘胜夺取可能”，“望你们考虑派必要兵力抢占太原机场”，“全军即位于太原附近休整，并于此次休整中完成攻击太原之准备”，“如果可能，你们应争取于十天内外夺取太原”。7月17日，中共中央、毛泽东给刘伯承、陈毅、邓小平等的电报中说明了提早夺取太原对即将到来的战略决战的作用，指出，提早夺取太原“将使我们有可能从根本上解决兵工和工业两大问题”，并“通盘解决”中原野战军的“补兵补枪问题”，“太原夺取后，徐周兵团拟使用于绥远、宁夏，打通内蒙、东北和华北、西北联系。”
结束晋中战役以及探得太原城防后，徐向前等华北一兵团指挥于7月21日向军委和华北局汇报，请求整顿补给并获批准:289。兵团亦组成前敌委员会，徐向前、周士第分别担任书记、副书记，统一指挥华北野战军一兵团及晋西北七纵队、晋中军区部队、华北炮一旅，并进行一个月的修整:761-762。之后，徐向前病重，转至石家庄调养:762:291。同年9月，徐抵河北西柏坡，出席中共中央政治局扩大会议:763。此时经过休整补充的解放军太原前线部队人数已达8万余人。9月下旬，周士第部署准备太原作战方案，预定10月19日攻城，计划3个月内攻占太原:772。
而國軍守方亦在备战。阎锡山经过抓丁整补，将國軍兵力扩充到十万余人:767，并在太原城内加强城防，构建四个守备区，在一百里内即设立5000余个碉堡:771。7月22日，蒋介石偕陆军大学校长徐永昌、考试院副院长贾景德、参谋次长刘斐、军务局局长俞济时飞往太原，与阎锡山密谈:8647。7月28日，美国经济合作署驻华分署长莱普汉等由北平抵太原商议美方援助等事宜。8月15日，国军后续援军空运抵太原:8659。8月20日，国军整编第三十师第二十七旅和第三十八旅第八十九团及师直部队1万余人空运到太原。此时国共双方在太原城外呈犬牙相错、剑拔弩张状，战事一触即发。

## 交战经过

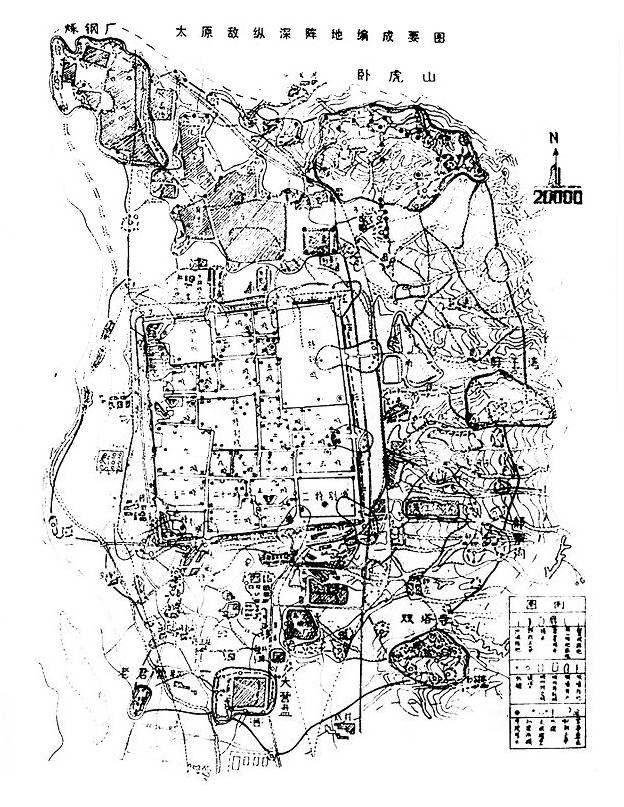
1948年，由中共地下党组织绘制并向人民解放军提供的國軍纵深阵地编成要图

### 解放军围城
1948年9月，中共中央在西柏坡召开政治局扩大会议(“九月会议”)，确定在大约五年内“从根本上打倒国民党的反动统治”，为此，要求各战略区在第二次国共内战的第三年准备打更大规模的歼灭战。华北军区第一副司令員兼第一兵团司令兼政委徐向前抱病指揮所部下辖8纵、13纵、15纵，西北野戰軍7縱，以及华北军区炮兵第一旅及地方部队各独立旅共八万余人。1948年9月28日，华北解放军第一兵团周士第、陈漫远联署下发了《进攻太原的战术补充指示》，并上报军委:227–232。前线指挥员周士第预定在10月18日向太原发起攻击，分三个阶段连续进攻外围、城垣和太原城。

### 小店镇之战
当时粟裕率领的华东野战军成功包围并攻入济南。阎锡山受济南战役震撼，召开紧急会议，决定以攻为守:144–145。10月1日，国军率先兵分三路，以7个师的兵力离开工事主动出击，沿汾河以东、同清路以西，出太原城南平原地带产粮区抢粮，以缓解城内粮荒。10月5日，中央军委复电批准，太原战役提前打响：华北野战军第8纵、13纵将诱至城南的阎军发起进攻。在小店，国军暂编第四十四师师部及其大部和暂编第四十五师一部被解放军8纵围困，暂编第四十四师师长李之得被俘。在南黑窑、南畔村，解放军13纵击败国军暂编第四十五师余部、亲训师1部，暂编第四十五师师长郑继国被俘，此为小店镇之战。10月6日，徐向前冒病从石家庄出发:308；10日抵达前线司令部:774，并确定战略方针：由南北两个方向，直接插入东山西侧的孟家井要塞，攻占这条南北8公里长的阵地，把太原与东山主峰从中间一下切断，压缩太原防线并截断东山守军。同日，解放军顺利占领武宿机场和北营火车站。首次交战中，国军暂编第四十四师、暂编第四十五师等万余人阵亡；解放军进攻比较顺利，打开第二道防线缺口:775:315。10月6日毛泽东两度致电徐向前、周士第、陈漫远：肃清城外之敌后，“如我军伤亡不大，城内敌人不多，城防不甚坚固，则应乘胜攻城”“提早解放太原”。

### 东山争夺战

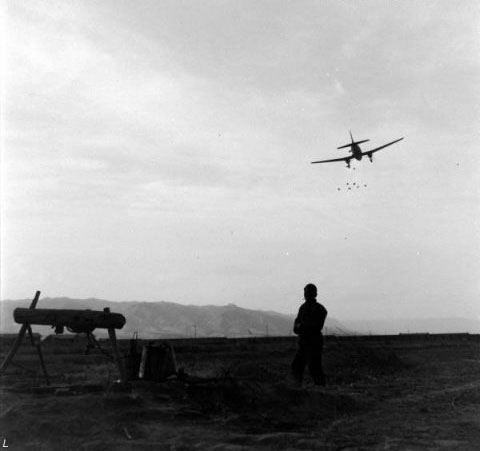
中华民国空军向太原守军空投物资

华北解放军接连的胜利、以及太原外围的小店战斗，使得共产党对攻破太原持有比较乐观的态度。为了避免冬季作战，解放军于10月15日发起太原战役中期作战。这阶段解放军绕开了地势平坦但重兵把守的东南方向，跳过东山一线防线，直接进攻东山的主要碉堡，企图一举切断东山和太原城内守军。双方主要争抢东山地区的四大要塞（淖马、小窑头、山头、牛驼寨）:777。东山争夺战也是太原战役中最艰苦、最残酷的阶段，在主要阵地上，弹痕累累，地面松土盈尺、壕堡已不成形，弹皮、弹抦敷地一层，交通沟、掩蔽都填充着尸骸。
虽然身体尚未恢复，徐向前仍坚持躺在担架上，在前线指挥部队进攻，这也鼓舞着解放军上下士气:321。16日，15纵完全占领太原东南的制高点石嘴子、结石岭、贾凹一线阵地，打开了太原东山碉堡防线的南侧门户。17日夜，在一位当地共产党地下党带领下，彭绍辉率西北野战军7纵从小路突袭牛驼寨阵地，并于次日占领主要阵地。19日晚，7纵另一部攻克大北尖等重要阵地，东山主峰的國軍一个团投诚；解放军15纵一部亦攻占石儿梁，但因未及时与大北尖的解放军7纵打通，致使国军孟家井三个团撤回太原。牛驼寨被克后，国军组织连续反攻，国军整编第30师和第10总队亦参战:13。21日，国军夺回牛驼寨阵地，解放军被迫弃守:318-321。
10月26日晚，解放军再次向四大要点发起攻击，当晚15纵攻占淖马:330-331，国军第8总队司令赵瑞率部投诚。31日，8纵23旅、24旅攻占小窑头:328；11月11日，7纵、独3旅、7旅、12旅、警备2旅攻占牛驼寨:328-329；12日，13纵37旅、38旅、39旅攻占山头:338-346。淖马、山头、小窑头等要塞先后被攻克后，到11月12日，解放军完全控制了东山四大要点。此阶段战役双方损失惨重，十七昼夜中，國軍损失两万人以上（国军自称损失四千三百二十余人），解放军也付出一万六千余人的伤亡代价:777。

### 补给与政治攻防
东山四大要塞争夺战后，双方损失很大，也急需进行补给:780。其中国軍方面，蒋介石派國軍第三十八师增援，阎锡山修筑了五个临时机场:780；而中共方面，则调遣晋冀鲁豫军区第13纵队37旅（皮旅）及参加完济南战役的一万新兵抵达太原前线:347。在此期间，解放军以采用政治劝降策略。薄一波提议让赵承绶写信劝降阎锡山；而徐向前也请阎锡山老师捎信劝降，而阎锡山则以弑师回绝:784:290。通过已投共的原國軍将领高树勋联系，國軍整编第三十軍軍长黄樵松准备向解放军倒戈。其属下戴炳南和仵德厚将黄的计划全盘报告阎锡山。第一兵团政治部主任胡耀邦和黄樵松代表多次谈判，原本胡要潜入城，后改派晋夫，黄樵松与晋夫之后均被杀:786:359-360。事后，徐向前说服毛泽东放弃政治攻势，改为强攻太原:785:306。

### 战局调整
从整个中国北方局势上，10月24日，国军华北剿匪总司令部组成“援晋兵团”，以救援太原为名，企图偷袭石家庄和中共中央所在西柏坡。中共预先得知并做好防范。11月初，国军偷袭部队退回保定:373。
11月8日，徐向前、周士第等致电中央军委：提议在可能条件下增加2个纵队的兵力至太原前线，以便迅速解决战斗，早日打下太原。考虑到辽沈战役结束，东北野战军需要休整，中央军委和毛泽东计划在此期间以华北地区现有部队夺取太原，歼灭阎锡山集团，为平津战役创造有利条件。11月9日，毛泽东函告周恩来，请以电话与聂荣臻、薄一波商量，停止攻归绥，杨得志、罗瑞卿、耿飚率华北第二兵团向西参加太原作战。同日，经与聂荣臻、薄一波商量后，周恩来以中央军委名义正式下达撤围归绥，集中兵力攻克太原的指示。中央军委和毛泽东同意集中兵力攻击太原，目的在于抑留傅作义部队于平、津、张、保地区，“不使西退，亦不使其得由海上逃跑。”为此，11月15日，林彪、罗荣桓、刘亚楼向中央军委建议除暂不攻归绥外，“亦可暂不攻太原”。考虑到“太原早克确有惊动蒋、傅，促其西撤南撤的危险”，11月16日，毛泽东起草中央军委致徐向前、周士第电：“估计太原攻克过早，有使傅作义感到孤立，自动放弃平、津、张、唐南撤，或分别向西、向南撤退，增加尔后歼灭的困难。”“待明年一月上旬东北我军入关攻击平、津时，你们再攻太原。”，让徐部再打一两个星期控制几个要点和机场后，停止进攻。按照该命令，解放军晋中军区部队进入西山地区，控制汾河以西的机场。同月，阎锡山在接受美国《时代周刊》记者采访时，表示他准备了毒药和汽油，打算太原城被攻破时殉城。
12月1日，太原城外解放軍繼續進攻:8741。12月1日，太原前委发出一个半月休整指示。太原战役转入军事围困、政治攻势、军事练兵阶段，随之作战方针改定为“以围困瓦解为主，固守已得阵地，以军事围困与政治瓦解相结合，逐步削弱敌人”。同时，解放军派王平的北岳兵团围困大同。12月中，为配合平津战役，中共曾考虑只留七纵与地方部队守住东山的几个要点，而8、13、15三个纵队东调石家庄以防傅作义南撤。原计划参加太原战役的华北野战军第2、第3兵团改派去防范傅作义，围困张家口。

### 围城和决战

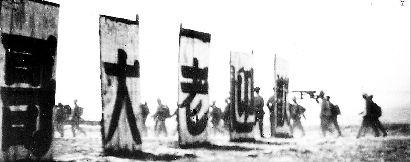
1949年，第18兵团欢迎解放军各路援军参与决战

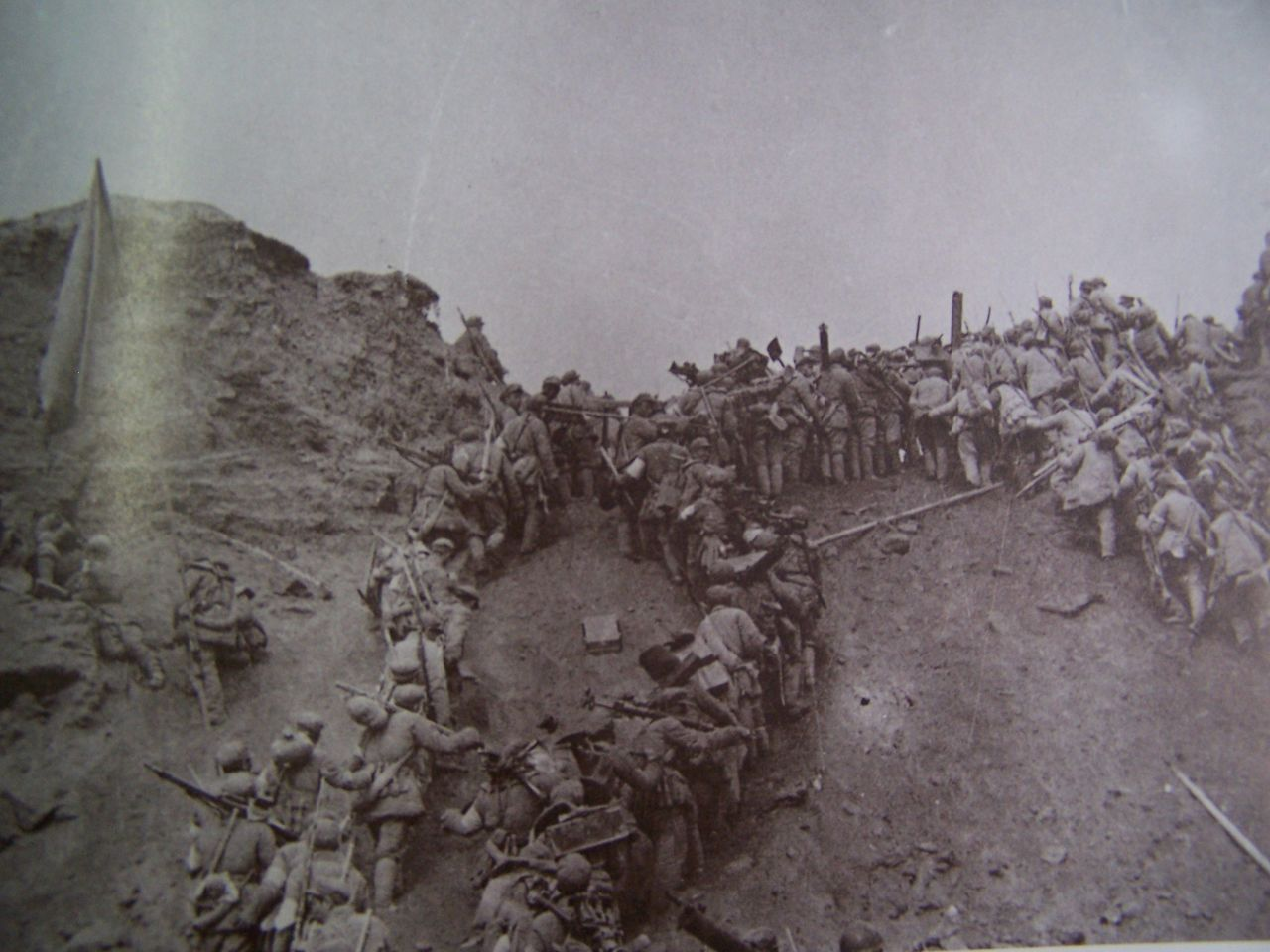
解放军第60军攻城部队发动进攻

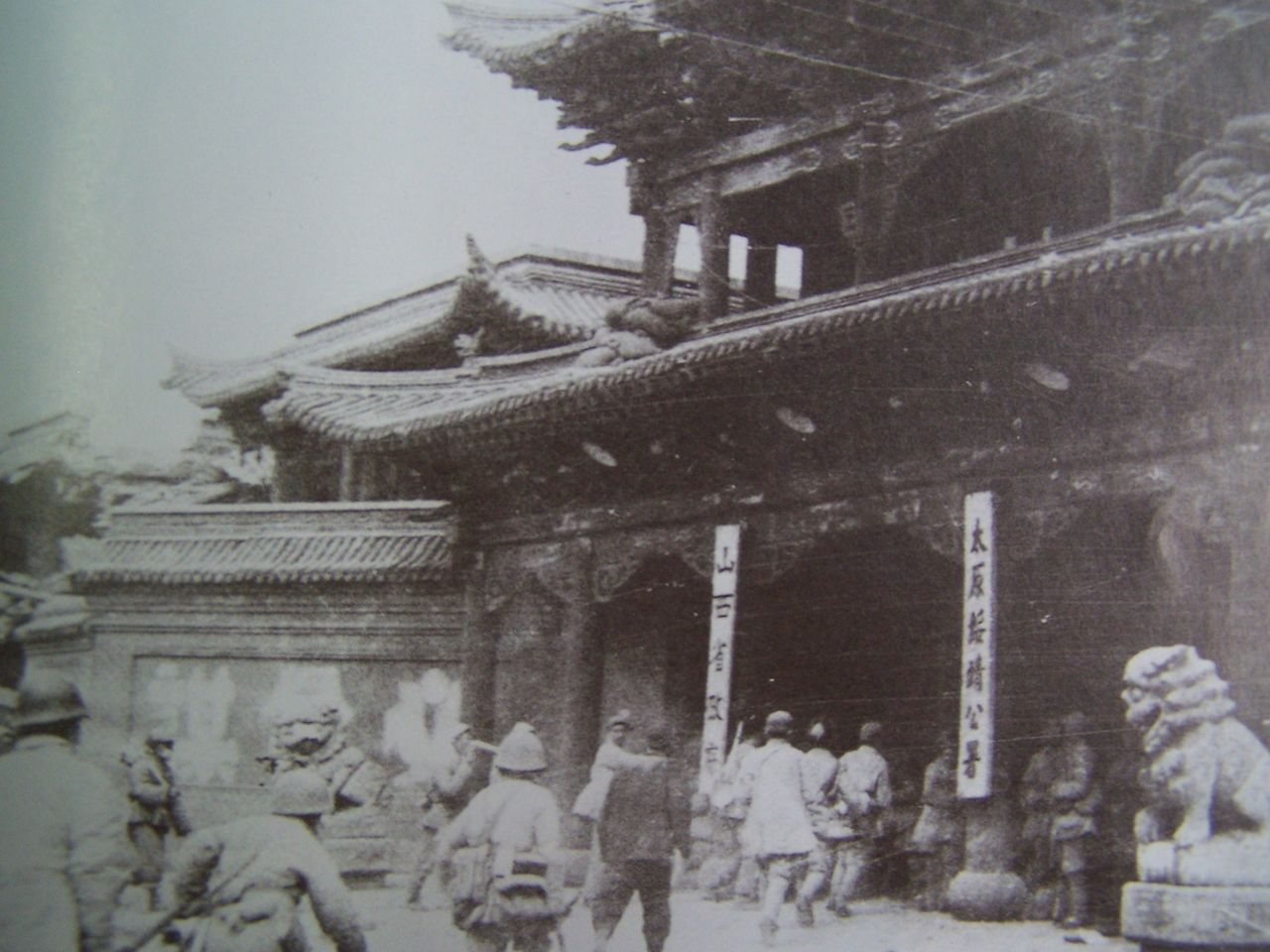
解放军攻入山西省政府（太原绥靖公署）

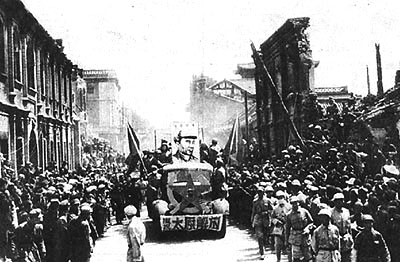
解放军占领太原

1949年1月21日，傅作义向共產黨投降，平津战役结束。解放军占领北平、天津后，太原日益孤立，国军粮食接济极度困难:164。1月底，发生了西山反击战。解放军地方部队和阎军争夺西山阵地，最后守住了西山。2月，第1兵团改番号为中国人民解放军第18兵团。平津战役结束后，华北野战军第19、20兵团和四野炮一师于1949年3月加入太原战役。太原前线解放军的总兵力增至32万余人，组成以徐向前为书记的中共太原前线总委员会和太原前线司令部，统一指挥参战部队。彭德怀返回西北途经太原前线，参与指挥总攻太原的作战，也是为攻克太原后，马上带第18、19兵团去西北。
1949年3月，太原守备司令王靖国的女儿王瑞书受共产党派遣入太原劝降，遭到拒绝。在晋中战役中被俘的阎军高级将领赵承绶也试图入城劝降，仍遭王靖国坚决拒绝。太原城内的中共地下党员张全禧成功取得了城防图，送出城。而另一地下党系统则被查获，原山西省政府主席赵戴文的儿子赵宗复再次被捕，但因阎念旧情，赵宗复没有被处决:106。
当时桂系逼迫蒋介石下野后；阎锡山通过在南京的杨爱源向代总统李宗仁和美驻华大使司图雷登及陈纳德等人联系，由他任行政院长，何应钦任国防部长，白崇禧任参谋总长。打算在太原不能保时，飞往南京任行政院长，太原形势缓和时，仍统治山西。但就在他的安排就要实现时，李宗仁改变了态度，发表由何应钦为行政院长，并请贾景德电阎，告以阎的名望很高，不敢以行政院长委屈，正筹划崇高名义。贾景德在电中相告，行政院长既以发表何应钦，当然副院长一席未便曲就，容图再想办法。阎接电后，甚为生气。但因解放军已迫进城下，乃复电贾景德云：“为了拯救晋民，名位高下，在所不计，虽副席亦可也”。
1949年3月28日，代總統李宗仁致電閻錫山，电謂：「和平使节定于月杪飞平，党国大事，諸待我公前来商决，敬请迅速命驾。如需飞机，请即电示，以便迎迓。宗仁，俭印。」:8853-8854。3月29日下午，阎锡山由太原圍城中往南京:8855。同日下午，閻錫山緊急召集各部門負責人在綏靖公署內閻公館開會，由秘書長吳紹之宣讀李宗仁電報，並對與會者稱：此去也許三天五天，也許十天八天，候和平商談有了結果，我就回來；閻鍚山隨即在梁化之、閻慧卿陪同下離開太原飛往南京:8855，将军政大权交给由梁化之、王靖国、孙楚等五人。。经过一个冬天的围困，國军此时物资非常困难：空运给部队的粮食不足1/2；副食品不够，半数以上士兵患夜盲症。而解放军的实力大增，解放军副总司令彭德怀亲赴太原前线协助带病指挥的徐向前:369。4月1日，攻占太原所有新築之五個飛機場。
4月3日，徐向前、周士第、罗瑞卿上报攻城计划获得批准。具体计划是，29兵团从城东北、19兵团从城西、18兵团从城东分别发起进攻，4月15日开始，打算半个月到一个月之内完成。4月9日，解放军第十八兵团政治部敌工部长刘玉衡派遣解放军太原市军事管制委员会文教接管组干部许子华（山西保安副司令兼太原警备司令许鸿林之子，年仅19岁，又名许志华）、张斌（阎军神勇师副师长张永林之弟，原名张永森），作为公开身份的解放军信使，通过交火线进城，把赵承绶的劝降信公开送给王靖国、孙楚；许、张进城后被辗转关押于绥靖公署作战科、北肖墙的“铁纪团”、特种警宪指挥处（今晋生纺织厂院内）、西南园子的政治感化训练队。4月9日，解放军开始进攻外围据点。为配合中共和李宗仁政府的和谈，总攻时间推迟到22日。至14日夜間11時許南北兩線同時發動猛攻。15日早3時許北線共軍突破國軍向陽店陣地，西南線方面16日亦將南堰陣地突破，並將國軍義井，沙溝等各據點包圍，對大王陣地猛攻，趙恭軍長率部增援將共軍擊退，不幸中彈陣亡。至19日城東南共軍迫近城邊，國軍集中兵力固守城垣。4月20日，由于北平和谈破裂，解放军决定发动对太原的总攻。同日解放軍以绝对兵力和火炮优势，以三大兵团分别从东、北、南三方围攻太原城:371。4月22日，解放军攻占城外围的双塔寺要塞和卧虎山要塞。太原外围作战全部结束，城郊的國軍防线被攻破，约占太原守军总兵力的80%。第七十一师副师长尤世定、参谋长孟壁率所部两个团；剪子湾要塞司令梁象恒率保安九团四百余人；亲训师三团团长徐增祥率部一千八百余人起义。第四十六师师长阎俊贤，第六十九师副师长王熙明，干部神勇师二团长樊德鸿，机枪总队一团团长谢增福等，率部投诚；营以下起义投诚的未计。第十九军军长曹国忠率许森的暂编第四十师、铁血师和第六十八师残部投降。解放军太原前线司令部接连发表了《告困守太原敌官兵书》和《最后警告阎锡山书》，要求太原國軍投降，國軍向解放军阵地开炮，并在广播中表示“坚强意志、奋斗到底”、“成功成仁的决心，誓死保卫太原”，22日晚共軍炮轟太原，城內外大炮彈燒夷彈密如雨下，火起六百餘處，城墻東南被轟塌三處。23日下午5時，梁敦厚及閻慧卿代表全體幹部致電南京：「一切已準備妥當，一定遵照鈞旨，屍體亦不與共軍相見」。
4月24日，解放军开始向太原发动最后攻势，4月24日晨，南城墻被毀，九時許，東城墻被攻占，城內乃展開逐街逐屋之激烈巷戰，梁敦厚預令副官白光榮，備汽油及木柴於東花園之鐘樓側，至下午2時共軍迫近省政府大樓之際，在鐘樓飲藥自盡，白光榮用汽油焚遺體。同時閻慧卿與太原警察局局長師則程、特種警憲指揮處處長徐端等三百餘人，及第一區行政督察專員尹遵黨等百餘人亦以汽油焚樓後自殺。共軍入城後，大事搜檢，於灰燼中僅獲梁敦厚之水晶石章一方，腿骨一塊。，中華民國政府称之“太原五百完人”。

### 结果
在整場戰役中国军守军共有八万九千余人伤亡:373；而整个太原战役国军共有十三万五千余人伤亡，解放军也有四万五千余人的伤亡:374。
解放军统计：共歼灭军一个绥靖公署，两个兵团部、六个军部、十七个师及地方武装共计13.5万余人，其中毙伤3.3万余人，俘虏9.7万余人，投降5300余人。缴获各种炮6283门，各种机枪6943挺，长短枪3.7784万支，各种子弹236.5万发，各种炮弹5. 4386万发，手榴弹20.5万枚，坦克9辆(以上数据不包括仓库库存)；骡马千匹。解放军伤亡3.2万余人。共动用民力24万人、畜力5万头；粮秣、弹药补充达2亿多公斤；修筑汽路、大车路30条、1185里，架桥19座。整个战役，共有203名支前民工献出了生命，746人负伤。

## 战斗序列

### 前期和中期的战斗序列

#### 攻方：中国人民解放军
攻方总指挥：中国人民解放军华北军区副司令员徐向前。
- 华北野战军第1兵团：司令员、政治委员徐向前，副司令员兼副政治委员周士第，参谋长陈漫远，政治部主任胡耀邦。
  - 第8纵队：司令员兼政治委员王新亭，副司令员兼参谋长张祖谅，副政治委员周仲英，政治部主任桂绍彬。
    - 第22旅，旅长胡正平，政委刘聚奎
    - 第23旅，旅长黄定基，政委肖新春
    - 第24旅，旅长邓士俊，政委王观潮

  - 第13纵队：司令员韦杰，政治委员徐子荣，副司令员鲁瑞林，参谋长白天，政治部主任郭林祥。
    - 第37旅，旅长王诚汉，政委张春森
    - 第38旅，旅长王海东，政委王贵德
    - 第39旅，旅长钟发生，政委孔骏彪

  - 第15纵队：司令员刘忠，政治委员袁子钦，副司令员方升普，参谋长熊奎，政治部副主任高德西。
    - 第34旅，旅长林彬，政委梁文英
    - 第44旅，旅长涂则生，政委李培信
    - 第45旅，旅长蒲大义，政委车敏樵
- 华北军区独立炮兵第1旅，旅长赵章成，政委王英高
- 华北军区独立炮兵第2旅，旅长高存信，政委李呈瑞
- 西北野战军
  - 第7纵队：司令员彭绍辉，政治委员孙志远，副司令员孙超群，参谋长王兰麟，政治部主任黄忠学。
    - 第10旅，旅长何辉燕，政委朱绍田
    - 第12旅，旅长张新华，政委龙福才
    - 第3旅（属西北野战军第三纵队建制），旅长杨嘉瑞，政委孟昭亮
    - 第7旅（属西北野战军第一纵队建制），旅长傅传作，政委曹光琳
    - 警备2旅（属陕甘宁晋绥联防军建制），旅长张达志，政委白志民
- 晋中军区部队：司令员兼政治委员罗贵波，副司令员肖文玖，副政治委员解学恭，参谋长唐健伯，政治部主任何辉。
  - 独立第1旅，旅长王耀南，政委李兆炳；
  - 独立第2旅，旅长范忠祥，政委李健良；
  - 独立第3旅，旅长邹善芳，政委池必卿。

#### 守方：中華民國國軍
守方总指挥：山西绥靖公署主任、省政府主席阎锡山
- 國軍整编第十九军：军长温怀光
  - 第六十八师，师长武世权
  - 暂编第四十师，师长曹国忠
- 國軍整编第三十军（原整编第三十师）：军长黄樵松（后戴炳南）
  - 暂编第二十九师
  - 第三十师，师长戴炳南（后尹赢洲）
- 国民革命军第三十三军：军长韩步洲
  - 第七十一师，师长张忠
  - 暂编第四十六师
- 国民革命军第三十四军：军长高卓之
  - 第七十三师，师长王檄祖
  - 暂编第四十四师，师长李之法，副师长刘成虎，参谋长周密
  - 暂编第四十五师，师长郑继周，副师长毕树武
- 国民革命军第四十三军：军长刘效曾
  - 第七十师，师长侯福俊
  - 暂编第三十九师，师长刘鹏翔
  - 暂编第四十九师，师长杜显甲
- 国民革命军第六十一军：军长赵恭
  - 第六十六师，师长徐其昌
  - 第六十九师，师长赵恭（兼），（后王永寿）
  - 第七十二师，师长陈震东
- 國軍第八总队
- 國軍整编第三十八师第八十九团
- 12个保安团

### 决战战斗序列

#### 攻方：中国人民解放军
攻方：中国人民解放军。太原前线司令部，司令员兼政治委员徐向前，副司令员周士第，副政治委员罗瑞卿，参谋长陈漫远，政治部主任胡耀邦。以第18兵团司令部、政治部为太原前线司令部、政治部。
- 第18兵团：司令员兼政治委员徐向前、副司令员兼副政治委员周士第、参谋长陈漫远、政治部主任胡耀邦。
  - 第60军（原第8纵队）：军长兼政委王新亭，副军长兼参谋长张祖谅，副政委周仲英，政治部主任桂绍彬。
    - 第178师，师长胡正平、政委刘聚奎；
    - 第179师，师长黄定基，政委肖新春；
    - 第180师，师长邓仕俊，政委王观潮。

  - 第61军（原第13纵队）：军长韦杰，政治委员徐子荣，副军长鲁瑞林，参谋长白天，政治部主任郭林祥。
    - 第181师，师长王诚汉，政委张春森；
    - 第182师，师长王海东，政委王贵德；
    - 第183师，师长钟发生，政委杨绍曾。

  - 第62军（原第15纵队）：军长刘忠，政治委员袁子钦，副军长方升普，参谋长熊奎，政治部主任高德西，政治部副主任车敏樵。
    - 第184师，师长林彬，政委梁文英；
    - 第185师，师长涂则生，政委孔骏彪；
    - 第186师，师长蒲大义，政委胡全声。

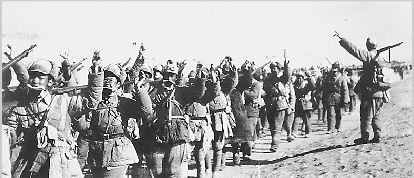
杨得志、罗瑞卿率领中国人民解放军第19兵团赶赴太原前线

- 第19兵团：司令员杨得志，政治委员罗瑞卿，副司令员葛晏春，参谋长耿飙，政治部主任潘自力。
  - 第63军：军长郑维山，政治委员王宗槐，副军长兼参谋长易耀彩，政治部主任陆平，副参谋长张挺。
    - 第187师，师长张英辉，政委刘光裕；
    - 第188师，师长宋玉琳，政委李真；
    - 第189师，师长杜喻华，政委蔡长元。

  - 第64军：军长曾思玉，政治委员王昭，参谋长唐子安，政治部主任袁佩爵。
    - 第190师，师长陈信忠，政委边疆；
    - 第191师，师长陈宜贵，政委谢正英；
    - 第192师，师长马卫华，政委王海廷。

  - 第65军：军长邱蔚，政治委员王道邦，副军长兼参谋长肖应棠，副军长王克斌，副政委兼政治部主任蔡顺礼。
    - 第193师，师长许诚，政委龙道权
    - 第194师，师长赵文进，政委袁耐冬
    - 第195师，师长阮平，政委史进前。

  - 第7军（原西北野战军第7纵队，配属第19兵团）。军长彭绍辉，政治委员孙志远，参谋长陈刚，政治部主任黄忠学。
    - 第19师，师长何辉燕，政委朱绍田；
    - 第20师，师长张新华，政委龙福才；
    - 第3师，师长傅传作、政委曹光琳；
    - 第8师，师长杨嘉瑞，政委孟昭亮；
    - 警备第2旅，旅长张达志，政委白志民。

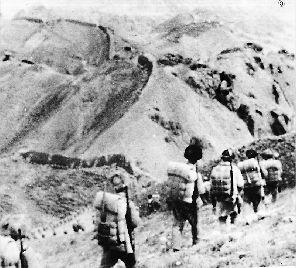
杨成武、李井泉率领解放军第20兵团越过长城奔赴太原前线

- 第20兵团：司令员杨成武，政治委员李井泉，副司令员兼参谋长唐延杰，副政治委员李天焕，政治部主任李志民。
  - 第66军：军长肖新槐，政治委员王紫峰，副政治委员兼主任张连奎，副参谋长刘苏，政治部副主任罗万经。
    - 第196师，师长曾美，政委丁莱夫；
    - 第197师，师长成少甫，政委钟炳昌；
    - 第198师，师长张开荆，政委黄连秋。

  - 第67军（原第二纵队）：军长韩伟，政治委员旷伏兆，副军长马龙，副军长刘儒林，参谋长赵冠英，政治部主任刘国栋。
    - 第199师，师长李水清，政委李布德；
    - 第200师，师长盛治华，政委钟华农。

  - 第68军：军长文年生，政治委员向仲华，副军长徐德操，副参谋长宋学飞。
    - 第202师，师长廖鼎祥，政委李斌；
    - 第203师，师长杨栋梁，政委李志远；
    - 第204师，师长罗文坊，政委严庆堤。
- 第4野战军炮兵第1师：师长彭晏文，副政委张英。
- 华北炮兵第3师（原华北军区炮兵第1旅）：师长赵章成，政委王英高。
- 华北炮兵第4师（原华北军区炮兵第2旅）：师长高存信，政委李呈瑞。
- 晋中军区：司令员兼政治委员罗贵波，副司令员肖文玖，参谋长唐健伯，政治部主任何辉。
  - 独立第4旅，旅长王耀南，政委李兆炳；
  - 独立第5旅，旅长范忠祥，政委李健良；
  - 独立第6旅，旅长邹善芳，政委池必卿。

#### 守方：中華民國國軍
守方：國軍、太原绥靖公署。主任阎锡山，副主任杨爱源、孙楚，参谋长赵世玲。太原防守司令王靖国、绥署炮兵团长今村、工兵司令程继宗等。
- 國軍第十兵团
  - 国民革命军第十九军，军长温怀光，曹国忠（后任）
    - 第六十八师：师长武世权
    - 第二七四师，师长曹国忠，代理师长许森
    - 第二七七师

  - 国民革命军第三十三军，军长韩步洲
    - 第七十一师，师长张忠，副师长尤世定、参谋长孟璧和
    - 第二七五师，师长田尚志，副师长王元令
    - 第二八〇师，师长阎俊贤

  - 国民革命军第四十三军，军长刘效增
    - 第七十师，师长侯福俊
    - 第二七六师，师长刘鹏翔
    - 第二八三师，师长杜显甲、代理师长王永寿、副师长李荣富
- 國軍第十五兵团
  - 国民革命军第三十四军，军长高悼之、政治部主任彭登旺
    - 第七十三师，师长王墩垣、代理师长祁国朝、副师长王振纲
    - 第二七八师，师长李子法
    - 第二七九师，师长郑继周

  - 国民革命军第六十七军，军长赵恭，副军长娄福生
    - 第六十六师，师长李树荣、参谋长何重美
    - 第六十九师，师长王永寿、代理师长郭弘任
    - 第七十二师，师长陈震东
- 太原绥靖公署
  - 国民革命军第三十军，军长戴炳南
    - 第二十七师，师长仵德厚
    - 第三十师，师长尹赢州

## 影响与纪念

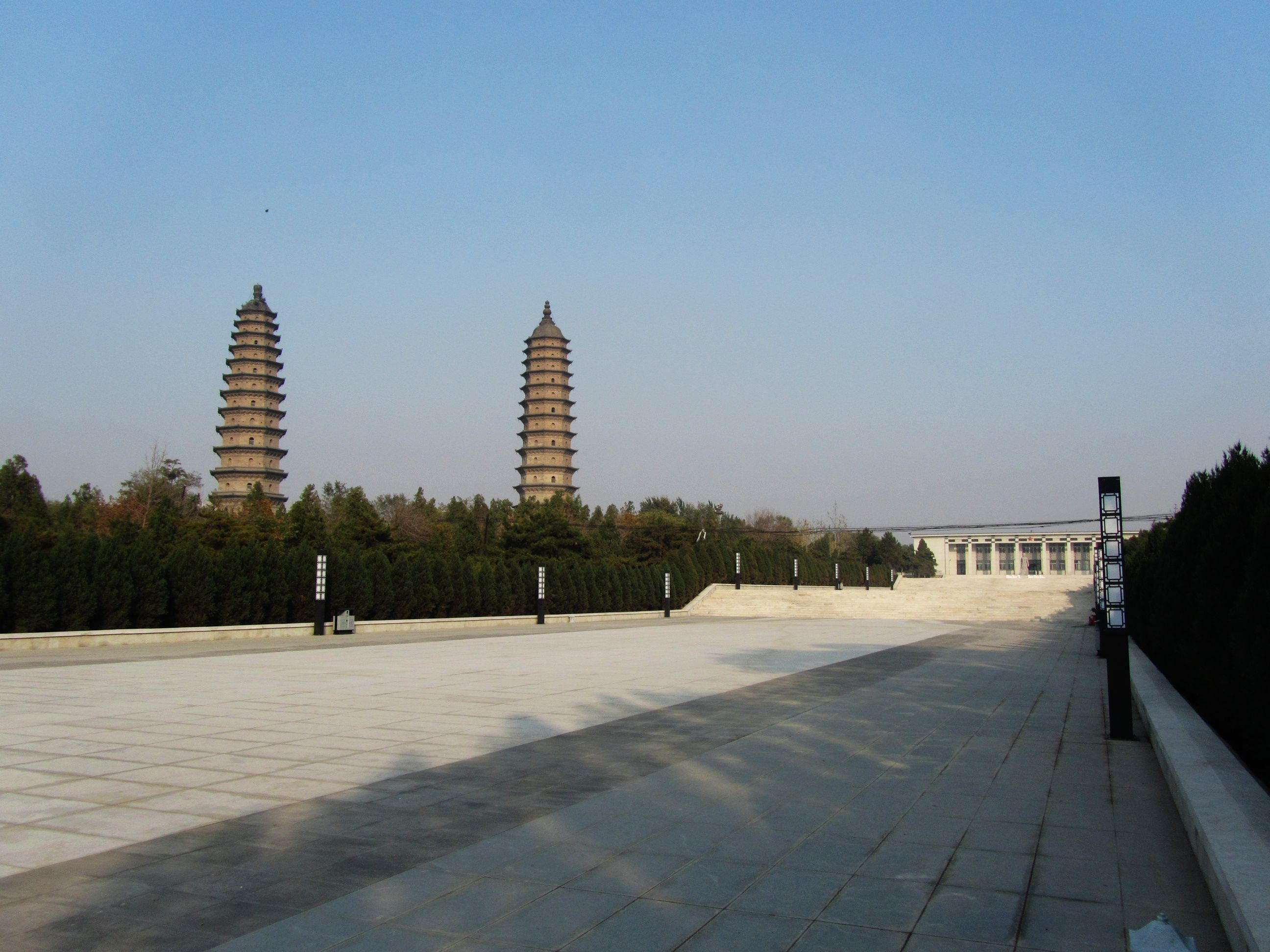
太原战役纪念建筑之一，1954年于双塔寺南侧所修建的太原双塔革命烈士陵园

攻克太原一週后，困守北部大同的1万余人国军最终接受解放军的和平改编。5月5日，镇守新乡的国军第四十军1万余人接受解放军改编。共产党至此基本控制山西全境，华北再无战事。在太原战役影响下，9月19日，以董其武为首的绥远各界代表通电全囯，宣告起义。
太原战役结束后次日，中共中央军委致电徐向前，指示徐向前必须继续休养，在可以行动后即来中央，或改任西北任第一野战军第一副司令兼十八兵团司令员。徐向前则表示服从安排，并希望能遵医嘱去海边疗养:374。战役后的徐向前仍然坚持坐担架考察太原城郊的城防设施，并叮嘱部下戒骄戒躁:377。而其兵团由周士第、王新亭、胡耀邦等率领进军西北，徐向前则在病床上与十八兵团的将领告别:377。毛泽东在1949年初作的报告中，评价道：“在平津、淮海、太原、大同诸役以后，可不可以说国民党政权已经在基本上被我们打倒了呢？就其军事主力已经被歼灭这一点来说，是可以这样说的。”
而国军方面，阎锡山后到广州于1949年6月担任中华民国临时行政院长，不久再迁至台湾。阎锡山随后积极极筹建“太原五百完人招魂冢”，并组织旧人回忆拼凑“五百完人”名单，并由台湾山西文献社编印了《太原五百完人成仁三十周年纪念》一书，以纪念此事:137–138。然而此事真实性受到质疑，共产党认为此事是阎锡山“自欺欺人”，据中国大陆方面的文史研究人员调查，“太原五百完人”中有的并非太原易手时死亡，有的是战死或病死的，有的是被阎锡山自己的特务机关处死的，甚至有的仍健在；而李敖也质疑真实性。
1950年3月25日，山西省政府在太原海子边人民公园，为纪念在山西和太原战场上的解放军烈士树立纪念碑并塑像纪念。1989年4月24日，太原解放纪念馆在牛驼寨正式开放，以纪念近百万人被卷入的这场国共内战战役。2009年，中央新闻纪录电影制片厂创作拍摄文献电影《决战太原》，以纪念太原战役结束六十周年。

## 外部連結
- 太原戰役——黃埔軍校（页面存档备份，存于）
- 太原戰役——人民網黨史百科（页面存档备份，存于）